# Мармазов, Евгений Васильевич
Евгений Васильевич Мармазов (укр. Євген Васильович Мармазов; род. 14 июня 1938, Саратов) — член КПУ, народный депутат Украины, член фракции КПУ (с декабря 2012), член Комитета по вопросам топливно-энергетического комплекса, ядерной политики и ядерной безопасности (с декабря 2012); председатель Специальной контрольной комиссии по вопросам приватизации (с декабря 2012).

## Биография
Родился 14 июня 1938 года (город Саратов, Россия); русский; женат; сын Василий (1962) — юрист.

### Образование
- Донецкий горный техникум (1955—1959);
- Донецкий политехнический институт (1965), инженер-электромеханик.

### Деятельность
- С 1959 — горный мастер треста «Красногвардейскуголь», инженер треста «Куйбышевуголь»; электрослесарь, инженер-конструктор треста «Рутченковуголь».
- С 1965 — первый секретарь Кировского райкома ЛКСМУ города Донецка.
- 1968 — начальник смены, помощник главного инженера по производству, с 1968 года — секретарь парткома шахтоуправления треста «Рутченковуголь».
- С 1970 — второй секретарь Кировского райкома КПУ города Донецка; заведующий промышленно-транспортного отдела Донецкого горкома КПУ; первый секретарь Кировского райкома КПУ города Донецка.
- С 1976 — инспектор ЦК КПУ.
- С мая 1987 — второй секретарь, 16 апреля 1990 — август 1991 — первый секретарь Кировоградского обкома КПУ.
- 1988—1990 — депутат Верховного Совета УССР 11-го созыва.

Член Парламентской ассамблеи Совета Европы (с 1996).
Член ЦК КПУ (до сентября 1991). Июнь 1993 — март 1995 — секретарь ЦК КПУ. Член президиума ЦК КПУ (июнь 1993 — июнь 2003).

### Политическая деятельность
Народный депутат Украины 1-го созыва с марта 1990 (1-й тур) до апреля 1994, Александрийский избирательный округ № 235, Кировоградская область. Член (с июня 1990), заместитель председателя Комиссии по иностранным делам. Группа «За социальную справедливость». На время выборов: Кировоградский обком КПУ, второй секретарь. 1 тур: появилось 96.7  % 61.1 %. 1 соперник (28.2 %).
Народный депутат Украины 2-го созыва с апреля 1994 (2-й тур) до апреля 1998, Александрийский избирательный округ № 234, Кировоградская область, выдвинут трудовым коллективом. член Комитета по иностранным делам и связям с СНГ (1994-1995 — заместитель председателя). Член (уполномоченный) фракции коммунистов. На время выборов ВР Украины, заместитель главы Комиссии по иностранным делам, член КПУ. 1-й тур: появилось 86.5 %, «за» 38.90 %. 2-й тур: появилось 82.1 %, «за» 56.80 %. 7 соперников (основной — Ганжа В. И., род. 1953; Петровский райсовет народных депутатов, председатель; 1-й тур — 16.34 %, 2-й тур — 34.12 %).
Март 1998 — кандидат в народные депутаты Украины, избирательный округ № 102, Кировоградская область. Появилось 74.5 %, «за» 22.0 %, 2 место из 13 претендентов.
Народный депутат Украины 3-го созыва с марта 1998 по апрель 2002 от КПУ, № 30 в списке. На время выборов: народный депутат Украины, член КПУ. Первый заместитель председателя Комитета по вопросам топливно-энергетического комплекса, ядерной политики и ядерной безопасности (июль 1998 — февраль 2000), заместитель председателя Комитета по вопросам топливно-энергетического комплекса, ядерной политики и ядерной безопасности, член фракции КПУ (с мая 1998).
Апрель 2002 — кандидат в народные депутаты Украины от КПУ, № 65 в списке. На время выборов: народный депутат Украины, член КПУ.
Народный депутат Украины 5-го созыва с апреля 2006 до ноября 2007 от КПУ, № 16 в списке. На время выборов: советник ООО "Группа Энергетический стандарт «Украина», член КПУ. Секретарь Комитета по вопросам топливно-энергетического комплекса, ядерной политики и ядерной безопасности (с июля 2006), член фракции КПУ (с апреля 2006).
Народный депутат Украины 6-го созыва с ноября 2007 до декабря 2012 от КПУ, № 14 в списке. На время выборов: народный депутат Украины, член КПУ. Член фракции КПУ (с ноября 2007), член Комитета по вопросам топливно-энергетического комплекса, ядерной политики и ядерной безопасности (с декабря 2007), председатель Специальной контрольной комиссии Верховной Рады Украины по вопросам приватизации (с декабря 2007).
Один из 148 депутатов Верховной Рады Украины, которые подписали обращение к Сейму Республики Польша с просьбой признать геноцидом поляков Волынскую резню.
Народный депутат Украины 7-го созыва с декабря 2012 от КПУ, № 10 в списке. На время выборов: народный депутат Украины, член КПУ.

## Награды
- Орден Трудового Красного Знамени
- Орден Знак Почета.
- Почётная грамота Президиума Верховного Совета УССР.

## Ссылка
- Сайт Верховной Рады Украины